# John O'Connor (homme politique canadien)
Pour les articles homonymes, voir John O'Connor et O'Connor.
John O'Connor (1er janvier 1824-3 novembre 1887) est un homme politique canadien de l'Ontario. Il est député fédéral conservateur de la circonscription ontarienne d'Essex de 1867 à 1874 et de Russell de 1878 à 1882. Il est ministre dans le cabinet du premier ministre John A. Macdonald.

## Biographie
Né à Boston dans le Massachusetts, O'Connor s'installe avec sa famille dans le comté d'Essex dans le Haut-Canada en 1828.
Avocat de profession, il est élu et siège dans la 7e législature de la province du Canada en 1863. Après la Confédération, il est élu lors de l'élection de 1867. Réélu en 1872, il est défait en 1874. De 1872 à 1873, il est président du Conseil privé, ministre du Revenu intérieur (en) et ministre de la Postes (en).
Retrouvant un siège de député à la suite de l'élection de 1878, il reprend son rôle de président du Conseil privé jusqu'en 1880. De nouveau ministre des Postes en 1880 et de 1881 à 1882, il était aussi Secrétaire d'État du Canada de 1880 à 1881.
En 1884, il est nommé juge à la Cour du Banc de la Reine de l'Ontario. 